# Moderne vijfkamp op de Olympische Zomerspelen 1968
De moderne vijfkamp is een van de sporten die beoefend werden tijdens de Olympische Zomerspelen 1968 in Mexico-Stad.

## Heren

### Individueel
| rang   | sporter             | land | Paardensport | Schermen | Schieten | Zwemmen | Atletiek | totaal |
| ------ | ------------------- | ---- | ------------ | -------- | -------- | ------- | -------- | ------ |
| Goud   | Björn Ferm          | SWE  | 1100         | 885      | 934      | 1075    | 970      | 4964   |
| Zilver | András Balczó       | HUN  | 1010         | 931      | 934      | 1054    | 1024     | 4953   |
| Brons  | Pavel Lednjev       | URS  | 1070         | 839      | 934      | 1060    | 892      | 4795   |
| 4      | Karl-Heinz Kutschke | GDR  | 1070         | 632      | 846      | 1126    | 1090     | 4764   |
| 5      | Boris Onisjtsjenko  | URS  | 995          | 885      | 912      | 1054    | 910      | 4756   |
| 6      | Raoul Gueguen       | FRA  | 1040         | 954      | 912      | 1000    | 850      | 4756   |
| 7      | Isván Moná          | HUN  | 1010         | 1046     | 868      | 943     | 847      | 4714   |
| 8      | Jeremy Fox          | GBR  | 1010         | 862      | 890      | 1006    | 895      | 4663   |

### Team
Het team uit Zweden was aanvankelijk winnaar van de bronzen medaille, echter Hans-Gunnar Liljenwall werd gediskwalificeerd wegens een te hoog alcoholpromillage. Hij is hiermee, samen met zijn teamgenoten Björn Ferm en Hans Jacobson, de eerste sporter op de Olympische Spelen die een medaille verliest vanwege een positieve dopingtest.
| rang   | sporters                                             | land | Paardensport  | Schermen       | Schieten    | Zwemmen        | Atletiek     | totaal         | team  |
| ------ | ---------------------------------------------------- | ---- | ------------- | -------------- | ----------- | -------------- | ------------ | -------------- | ----- |
| Goud   | András Balczó Isván Moná Ferenc Török                | HUN  | 1010 920      | 1000 1078 1052 | 934 868 912 | 1054 943 880   | 1024 847 793 | 5022 4746 4557 | 14325 |
| Zilver | Pavel Lednjev Boris Onisjtsjenko Stasis Sjaparnis    | URS  | 1070 995 1070 | 948 844 766    | 934 912 802 | 1060 1054 1027 | 892 910 964  | 4904 4715 4629 | 14248 |
| Brons  | Raoul Gueguen Lucien Guiguet Jean-Pierre Giudicelli  | FRA  | 1040 1035 780 | 974 688 506    | 912 824 890 | 1000 958 973   | 850 934 925  | 4776 4439 4074 | 13289 |
| 4      | James Moore Robert Beck Maurice Lough                | USA  | 1040 1010 980 | 766 896 662    | 912 846     | 931 925 988    | 937 655 820  | 4586 4398 4296 | 13280 |
| 5      | Seppo Aho Martti Ketelä Jorma Hotanen                | FIN  | 1100 1010 780 | 896 922 740    | 692 846     | 940 964 895    | 880 856 871  | 4508 4598 4132 | 13238 |
| 6      | Karl-Heinz Kutschke Jörg Tscherner Wolfgang Lüderitz | GDR  | 1070 1050 365 | 610 792        | 846 934     | 1126 1060 907  | 1090 766 913 | 4742 4514 3911 | 13167 |
| 7      | Yuso Makihira Katsuaki Tashiro Toshio Fukui          | JPN  | 1040 1100 840 | 818 714 896    | 802 934 692 | 898 931 967    | 973 676 802  | 4531 4355 4197 | 13083 |
| 8      | Jeremy Fox Barry Lillywhite Roben Phelps             | GBR  | 1010 985 795  | 844 792 688    | 890 802 978 | 1006 982 964   | 895 700 562  | 4645 4261 3987 | 12893 |

## Medaillespiegel
| rang   | land        | goud | zilver | brons | totaal |
| ------ | ----------- | ---- | ------ | ----- | ------ |
| 1      | Hongarije   | 1    | 1      | 0     | 2      |
| 2      | Zweden      | 1    | 0      | 0     | 1      |
| 3      | Sovjet-Unie | 0    | 1      | 1     | 2      |
| 4      | Frankrijk   | 0    | 0      | 1     | 1      |
| totaal | totaal      | 2    | 2      | 2     | 6      |